# Sam Jones (basket-ball)
Pour les articles homonymes, voir Sam Jones, Samuel Jones (homonymie) et Jones.
Samuel « Sam » Jones, né le 24 juin 1933 à Wilmington (Caroline du Nord) et mort le 30 décembre 2021 est un ancien joueur de basket-ball américain, élu parmi les meilleurs joueurs du cinquantenaire de la NBA.
Jones passe chacune de ses 12 saisons de NBA aux Celtics de Boston, qui le sélectionnent huitième choix de la draft et avec lesquels il est 10 fois champion. Jones est un spécialiste des tirs décisifs. Il est usuellement référencé comme quatrième meilleur arrière des années 1960, derrière Oscar Robertson, Jerry West et Hal Greer.
Jones marque 15 411 points avec une moyenne de 17,7 points par match et une adresse de 80,3 % aux lancers-francs. Il est trois fois sélectionné dans la All-NBA Second Team et cinq fois pour le NBA All-Star Game. Il est élu au Basketball Hall of Fame en 1984 et lors de la première promotion du National Collegiate Basketball Hall of Fame en 2006.

## Carrière
Lors de la draft 1957, vu leur bilan de la dernière saison, les Celtics de Boston choisissent en huitième et dernière position. Red Auerbach choisit alors un joueur inconnu, Sam Jones, d'une université inconnue : l'université du centre de la Caroline du Nord, à la suite de son entretien avec l'entraineur de Jones. À ce moment-là, Jones est attristé et déclarera quelques années plus tard : « Je pensais vraiment que c'était la fin de ma carrière de basket-ball. Bien sûr, j'étais ravi de l'honneur d'avoir été choisi par les Celtics, mais je pensais que je ne serais pas capable de m'installer dans le jeu de l'équipe. », car il avait deux choix : devenir basketteur professionnel ou enseigner dans le secondaire. Il a même été jusqu'à demander une augmentation de 500 dollars à l'école, qui a refusé. Il se rend donc à Boston pour rencontrer Auerbach ainsi que les vedettes de l'époque Bob Cousy et Bill Sharman.
Pour éviter de mettre sur le banc un joueur de talent, Auerbach ne fait jouer, pour la saison 1956-1957, Jones que 10 minutes par match pour un bilan de 4,6 points. La saison suivante son temps de jeu double mais aussi ses points marqués avec 10,7 points par match. Jones progresse mais se sent lésé à l'arrière par le duo de talent Cousy-Sharman.
Lors de la saison 1960-1961, Jones joue de plus en plus et pallie les nombreuses absences sur blessure de Bill Sharman. Il le remplacera définitivement au début de la saison 1961-1962, quand Bill Sharman arrête sa carrière de joueur. Lors de cette saison il joue 30,6 minutes pour 18,4 points par match en saison régulière et même 36 minutes et 20,6 points par match en playoffs et remporte son quatrième titre NBA.
Les saisons 1963 à 1966 lui permettent de devenir leader des Celtics dans plusieurs domaines. Il est ainsi numéro un des Celtics pour les paniers marqués en 1963 (621), 1965 (821) et 1966 (626), pour les lancers francs en 1965 (428) et 1966 (323), pour les points marqués en 1963 (1 499), 1965 (2 070) et 1966 (1 577) ainsi qu'en moyenne de points par match en 1963 (19,7), 1965 (25,9) et 1966 (23,5) et il récidive dans cette catégorie en 1968 (21,3).

## Statistiques

### Universitaires
Le tableau suivant présente les statistiques individuelles de Sam Jones pendant sa carrière universitaire,.
| Saison    | Club                                        | Matchs | Matchs | Min. | Points | Points | 2 pts | 2 pts | 2 pts  | LF  | LF  | LF     | Rebonds | Rebonds | Pd | Int | C | Bp | FP |
| Saison    | Club                                        | MJ     | Tit    | Min. | Pts    | PPM    | R     | T     | %      | R   | T   | %      | Rt      | R       | Pd | Int | C | Bp | FP |
| --------- | ------------------------------------------- | ------ | ------ | ---- | ------ | ------ | ----- | ----- | ------ | --- | --- | ------ | ------- | ------- | -- | --- | - | -- | -- |
| 1951-1952 | Université du centre de la Caroline du Nord | 22     |        |      | 300    | 13,6   | 126   | 263   | 47,9 % | 48  | 78  | 61,5 % | 150     | 6,8     |    | -   | - | -  |    |
| 1952-1953 | Université du centre de la Caroline du Nord | 22     |        |      | 453    | 18,9   | 169   | 370   | 45,7 % | 115 | 180 | 63,9 % | 248     | 10,3    |    | -   | - | -  |    |
| 1953-1954 | Université du centre de la Caroline du Nord | 24     |        |      | 514    | 19,0   | 208   | 432   | 48,1 % | 98  | 137 | 71,5 % | 223     | 8,3     |    | -   | - | -  |    |
| 1956-1957 | Université du centre de la Caroline du Nord | 27     |        |      | 503    | 18,6   | 174   | 398   | 43,7 % | 155 | 202 | 76,7 % | 288     | 10,7    |    | -   | - | -  |    |
| Total     | Total                                       | 100    |        |      | 1 770  | 17,7   | 677   | 1 463 | 46,3 % | 416 | 597 | 69,7 % | 909     | 9,1     |    | -   | - | -  |    |

### Professionnelles

#### En saison régulière
Légende :
- Champion NBA
- Leader de la ligue

gras = ses meilleures performances
Le tableau suivant présente les statistiques individuelles de Sam Jones pendant sa carrière professionnelle en saison régulière,,.
| Saison    | Club              | Matchs | Matchs | Min. | Points | Points | 2 pts | 2 pts  | 2 pts  | LF    | LF    | LF     | Rebonds | Rebonds | Pd  | Int | C | Bp | FP  |
| Saison    | Club              | MJ     | Tit    | Min. | Pts    | PPM    | R     | T      | %      | R     | T     | %      | Rt      | R       | Pd  | Int | C | Bp | FP  |
| --------- | ----------------- | ------ | ------ | ---- | ------ | ------ | ----- | ------ | ------ | ----- | ----- | ------ | ------- | ------- | --- | --- | - | -- | --- |
| 1957-1958 | Celtics de Boston | 56     |        | 10,6 | 260    | 4,6    | 100   | 233    | 42,9 % | 60    | 84    | 71,4 % | 160     | 2,9     | 0,7 | -   | - | -  | 0,8 |
| 1958-1959 | Celtics de Boston | 71     |        | 20,6 | 761    | 10,7   | 305   | 703    | 43,4 % | 151   | 196   | 77,0 % | 428     | 6,0     | 1,4 | -   | - | -  | 1,4 |
| 1959-1960 | Celtics de Boston | 74     |        | 20,4 | 878    | 11,9   | 355   | 782    | 45,4 % | 168   | 220   | 76,4 % | 375     | 5,1     | 1,7 | -   | - | -  | 1,4 |
| 1960-1961 | Celtics de Boston | 78     |        | 26,0 | 1 171  | 15,0   | 480   | 1 069  | 44,9 % | 211   | 268   | 78,7 % | 421     | 5,4     | 2,8 | -   | - | -  | 1,9 |
| 1961-1962 | Celtics de Boston | 78     |        | 30,6 | 1 435  | 18,4   | 596   | 1 284  | 46,4 % | 243   | 297   | 81,8 % | 458     | 5,9     | 3,0 | -   | - | -  | 1,9 |
| 1962-1963 | Celtics de Boston | 76     |        | 30,6 | 1 499  | 19,7   | 621   | 1 305  | 47,6 % | 257   | 324   | 79,3 % | 396     | 5,2     | 3,2 | -   | - | -  | 2,1 |
| 1963-1964 | Celtics de Boston | 76     |        | 31,3 | 1 473  | 19,4   | 612   | 1 359  | 45,0 % | 249   | 318   | 78,3 % | 349     | 4,6     | 2,7 | -   | - | -  | 2,5 |
| 1964-1965 | Celtics de Boston | 80     |        | 36,1 | 2 070  | 25,9   | 821   | 1 818  | 45,2 % | 428   | 522   | 82,0 % | 411     | 5,1     | 2,8 | -   | - | -  | 2,2 |
| 1965-1966 | Celtics de Boston | 67     |        | 32,2 | 1577   | 23,5   | 626   | 1 335  | 46,9 % | 325   | 407   | 79,9 % | 347     | 5,2     | 3,2 | -   | - | -  | 2,5 |
| 1966-1967 | Celtics de Boston | 72     |        | 32,3 | 1594   | 22,1   | 638   | 1 406  | 45,4 % | 318   | 371   | 85,7 % | 338     | 4,7     | 3,0 | -   | - | -  | 2,7 |
| 1967-1968 | Celtics de Boston | 73     |        | 33,0 | 1553   | 21,3   | 621   | 1 348  | 46,1 % | 311   | 376   | 82,7 % | 357     | 4,9     | 3,0 | -   | - | -  | 2,5 |
| 1968-1969 | Celtics de Boston | 70     |        | 26,0 | 1491   | 16,3   | 496   | 1 103  | 45,0 % | 148   | 189   | 78,3 % | 265     | 3,8     | 2,6 | -   | - | -  | 1,7 |
| Total     | Total             | 871    |        | 27,9 | 15 412 | 17,4   | 6 271 | 13 745 | 45,6 % | 3 143 | 3 559 | 80,3 % | 4 305   | 4,9     | 2,5 | -   | - | -  | 2,0 |

#### En playoffs
Le tableau suivant présente les statistiques individuelles de Sam Jones pendant sa carrière professionnelle en playoffs,.
| Saison    | Club              | Matchs | Matchs | Min. | Points | Points | 2 pts | 2 pts | 2 pts  | LF  | LF  | LF     | Rebonds | Rebonds | Pd  | Int | C | Bp | FP  |
| Saison    | Club              | MJ     | Tit    | Min. | Pts    | PPM    | R     | T     | %      | R   | T   | %      | Rt      | R       | Pd  | Int | C | Bp | FP  |
| --------- | ----------------- | ------ | ------ | ---- | ------ | ------ | ----- | ----- | ------ | --- | --- | ------ | ------- | ------- | --- | --- | - | -- | --- |
| 1957-1958 | Celtics de Boston | 8      |        | 9,4  | 31     | 3,9    | 10    | 2     | 45,5 % | 11  | 16  | 68,8 % | 24      | 3,0     | 0,5 | -   | - | -  | 0,9 |
| 1958-1959 | Celtics de Boston | 11     |        | 17,5 | 113    | 10,3   | 40    | 108   | 37,0 % | 33  | 39  | 84,6 % | 63      | 5,7     | 1,5 | -   | - | -  | 1,3 |
| 1959-1960 | Celtics de Boston | 13     |        | 15,2 | 107    | 8,2    | 45    | 117   | 28,5 % | 17  | 21  | 81,0 % | 41      | 3,2     | 1,4 | -   | - | -  | 1,2 |
| 1960-1961 | Celtics de Boston | 10     |        | 25,8 | 131    | 13,1   | 50    | 112   | 44,6 % | 31  | 35  | 88,6 % | 54      | 5,4     | 2,2 | -   | - | -  | 2,2 |
| 1961-1962 | Celtics de Boston | 14     |        | 30,6 | 288    | 20,6   | 123   | 277   | 44,4 % | 42  | 60  | 70,0 % | 99      | 7,1     | 3,1 | -   | - | -  | 2,1 |
| 1962-1963 | Celtics de Boston | 13     |        | 34,6 | 309    | 23,8   | 120   | 248   | 48,4 % | 69  | 83  | 83,1 % | 81      | 6,2     | 2,5 | -   | - | -  | 3,2 |
| 1963-1964 | Celtics de Boston | 10     |        | 35,6 | 232    | 23,2   | 91    | 180   | 50,6 % | 50  | 68  | 73,5 % | 47      | 4,7     | 2,3 | -   | - | -  | 2,4 |
| 1964-1965 | Celtics de Boston | 12     |        | 41,3 | 343    | 28,6   | 135   | 294   | 45,9 % | 73  | 84  | 86,9 % | 55      | 4,6     | 2,5 | -   | - | -  | 3,3 |
| 1965-1966 | Celtics de Boston | 17     |        | 35,4 | 422    | 24,2   | 154   | 343   | 44,9 % | 114 | 136 | 83,8 % | 86      | 5,1     | 3,1 | -   | - | -  | 3,8 |
| 1966-1967 | Celtics de Boston | 9      |        | 35,4 | 240    | 26,7   | 95    | 207   | 45,9 % | 50  | 58  | 86,2 % | 46      | 5,1     | 3,1 | -   | - | -  | 3,3 |
| 1967-1968 | Celtics de Boston | 19     |        | 36,1 | 390    | 20,5   | 162   | 367   | 44,1 % | 66  | 84  | 78,6 % | 34      | 3,4     | 2,6 | -   | - | -  | 3,1 |
| 1968-1969 | Celtics de Boston | 18     |        | 28,6 | 303    | 16,8   | 124   | 296   | 41,9 % | 55  | 99  | 79,7 % | 58      | 3,2     | 2,1 | -   | - | -  | 2,5 |
| Total     | Total             | 154    |        | 30,2 | 2 909  | 18,9   | 1 149 | 2 571 | 45,6 % | 611 | 753 | 81,1 % | 718     | 4,7     | 2,3 | -   | - | -  | 2,5 |

## Records chez les Celtics
Dans l'histoire des Celtics, Sam Jones figure au 5e rang pour les paniers tentés avec 13 745 paniers, au 6e pour les paniers réussis avc 6 211 paniers, 7e pour les points marqués avec 15 411 points, 8e pour les lancers francs tentés avec 3 572, 9e pour les lancers francs réussis avec 2 869, 10e pour le pourcentage de réussite aux lancers francs: 80,3 %, pour les matchs joués : 871 et les minutes jouées : 24 285

## Records
Légende :
- Record de la Franchise[6]
- Record NBA

### En match
| Type statistique            | Saison régulière | Saison régulière      | Saison régulière | Playoffs | Playoffs                   | Playoffs       |
| Type statistique            | Record           | Adversaire            | Date             | Record   | Adversaire                 | Date           |
| --------------------------- | ---------------- | --------------------- | ---------------- | -------- | -------------------------- | -------------- |
| Points en un match          | 51               | Pistons de Détroit    | 29 octobre 1965  | 51       | Knicks de New York         | 28 mars 1967   |
| Paniers marqués en un match | 21               | Pistons de Détroit    | 29 octobre 1965  | 19       | Knicks de New York         | 28 mars 1967   |
| Paniers tentés en un match  | 37               | Bullets de Baltimore  | 17 novembre 1964 | 32       | 76ers de Philadelphie      | 6 avril 1965   |
| Lancers francs réussis      | 15               | Packers de Chicago    | 31 janvier 1962  | 14       | Royals de Cincinnati       | 26 mars 1966   |
| Lancers francs tentés       | 15               | Nationals de Syracuse | 12 mars 1961     | 17       | Knicks de New York         | 28 mars 1967   |
| Rebonds totaux              | 16               | @ Pistons de Détroit  | 24 décembre 1960 | 18       | @ Warriors de Philadelphie | 1er avril 1962 |
| Passes décisives            | 9                | 2 fois                | 2 fois           | 12       | 76ers de Philadelphie      | 31 mars 1967   |
| Minutes jouées              | 48               | 2 fois                | 2 fois           | 49       | 76ers de Philadelphie      | 9 avril 1965   |

### En une saison et en carrière
| Type statistique                   | Saison régulière | Saison régulière | Playoffs | Playoffs |
| Type statistique                   | Record           | Année            | Record   | Année    |
| ---------------------------------- | ---------------- | ---------------- | -------- | -------- |
| Points                             | 2070             | 1964-1965        | 422      | 1966     |
| Paniers marqués                    | 821              | 1964-1965        | 162      | 1968     |
| Paniers tentés                     | 1822             | 1964-1965        | 367      | 1968     |
| Pourcentage paniers réussis        |                  |                  |          |          |
| Lancers francs réussis             |                  |                  |          |          |
| Lancers francs tentés              |                  |                  |          |          |
| Pourcentage lancers francs réussis |                  |                  |          |          |
| Rebonds offensifs                  |                  |                  |          |          |
| Rebonds défensifs                  |                  |                  |          |          |
| Rebonds totaux                     |                  |                  |          |          |
| Passes décisives                   |                  |                  |          |          |
| Interceptions                      |                  |                  |          |          |
| Contres                            |                  |                  |          |          |
| Match joués                        |                  |                  |          |          |
| Minutes jouées                     |                  |                  |          |          |
| Fautes personnelles                |                  |                  |          |          |

| Type statistique                   | Saison régulière | Saison régulière | playoffs |
| Type statistique                   | Record           | Rang             | Record   |
| ---------------------------------- | ---------------- | ---------------- | -------- |
| Points                             | 15 411           | 7e               |          |
| Points par match                   |                  |                  |          |
| Paniers marqués                    | 6 211            | 6e               |          |
| Paniers tentés                     | 13 745           | 5e               |          |
| Pourcentage paniers réussis        |                  |                  |          |
| Lancers francs réussis             | 2 869            | 9e               |          |
| Lancers francs tentés              | 3 572            | 8e               |          |
| Pourcentage lancers francs réussis | 80,3 %           | 10e              |          |
| Rebonds offensifs                  |                  |                  |          |
| Rebonds défensifs                  |                  |                  |          |
| Rebonds totaux                     |                  |                  |          |
| Passes décisives                   |                  |                  |          |
| Interceptions                      |                  |                  |          |
| Contres                            |                  |                  |          |
| Match joués                        | 871              | 10e              |          |
| Minutes jouées                     | 24 285           | 10e              |          |
| Minutes jouées par match           |                  |                  |          |
| Fautes personnelles                |                  |                  |          |

## Pour approfondir